# Gel-Mann-Nišidžimov obrazec
Gell-Mann-Nišidžimov obrazec (tudi kot NNG obrazec) povezuje barionsko število ({\displaystyle B\,}), tretjo komponento izospina ({\displaystyle I_{3}\,}) ter čudnost ({\displaystyle S\,}) osnovnega delca z njegovim električnim nabojem ({\displaystyle q\,}).
Imenuje se po ameriškem fiziku Murray Gell-Mannu (rojen 1929) in japonskem fiziku Kazuhiku Nišidžimi (1926 – 2009).
Obrazec ima obliko:
{\displaystyle q=I_{3}+{\frac {B+S}{2}}=I_{3}+{\frac {Y}{2}}}
kjer je 
- {\displaystyle q\,} električni naboj
- {\displaystyle B\,} barionsko število
- {\displaystyle S\,} čudnost
- {\displaystyle I_{3}\,} tretja komponenta izospina
- {\displaystyle Y\,} hipernaboj (Y = B + S)

Prvotno so obrazec potrdili samo eksperimentalno, danes pa je del kvarkovskega modela.
Obrazec velja samo za lahke kvarke (u, d in s). 
Za težke kvarke (c, b in t) je potrebno uporabiti naslednji obrazec, ki vsebuje tudi kvantna števila za čar ({\displaystyle C\,}), dno ({\displaystyle B'\,}) in vrh ({\displaystyle T\,}) :
{\displaystyle q=I_{3}+{\frac {B+S+C+B'+T}{2}}=I_{3}+{\frac {Y}{2}}}
kjer so
- oznake enake kot zgoraj

Dodatno pa so uporabljene še oznake
- {\displaystyle C\,} kvantno število za čar
- {\displaystyle B'\,} kvantno število za dno
- {\displaystyle T\,} kvantno število za vrh

Pri tem pa je hipernaboj enak 
{\displaystyle B+S+C+B'+T\,}